# Daniel Glid
Daniel Glid (Beograd, 1963) srpski je slikar, dizajner i fotograf. Na likovnu scenu Srbije stupio je 1990-ih, kao pripadnik generaciji koja je nakon postmodernističkih 1980-ih u aktuelni jezik plastičkih umetnosti uneo znatne promene. Tako je postao jedan od promotora za estetiku koja obeležava poslednju deceniju 20. veka. Diplomirao je i magistirao na Fakultetu likovnih umetnosti u Beogradu. Svoja dela izlagao je na više samostalnih i grupnih izložbi na prostoru bivše Jugoslavije i u više evropskih gradova. Dobitnik je nekoliko nagrada i priznanja a njegovi radovi se nalaze u više privatnih kolekcija.

## Život i karijera
Rođen je u umetničkoj porodici, od oca Nandora Glida, vajara i majke Gordane, slikarke i tapiseristkinje, priznatih srpskih likovnih umetnika, koji su jednim delom uticali na umetničku karijeru svog sina.
Na Fakultetu likovnih umetnosti u Beogradu, odsek slikarstvo, diplomirao je slikarstvo 1990. godine, u klasi Momčila Antonovića, Na istom fakultetu završio je i poslediplomske studije 1993. godine.
Na Fakultetu Lepih Umetnosti u Atini, Grčka, pod mentorstvom profesora Bocogla, specijalizirao je slikarstvo (1999—2000), kao stipendista grčke vlade (fondacija I.K.Y.).
Član je ULUS-a od 1991. godine.
Živi i likovna dala stvara u Beogradu. Uz slikarstvo, bavi se fotografijom i dizajnom.

## Likovno stvaralaštvo
Našavši se među nekolikim umetnicima (Jasminom Kalić, Draganom Ilićem, Urošem Đurićem i Stevanom Markušom) prema rečima Jovana Despotovića srpskog istoričara umetnosti i likovnog kritičara, Daniel Glid je...
...na samom prelazu između poslednje dve dekade oni su znatno promenili izgled slikarstva i skulpture a što se moglo jasno zapaziti na njihovim izložbenim prezentacijama, od kojih je možda najdetaljnija bila u trenutku predstavljanja Nove stalne postavke Jugoslovenske umetnosti XX veka u Muzeju savremene umetnosti 1996. godine kada je priređena i izložba pod nazivom „Rezime” kojom je istorija srpske Moderne likovne umetnosti praktično bila zaključena.
 
Glavna odlika likoivnosti Daniela Glida je... 
figurativni slikovni predložak, intezivni kolorizam i krajnje subjektizovan tematski okvir (u kome ima mesta jedino za portrete ličnosti iz najužeg kruga njegovih prijatelja, žanr-scena u kojima su ti isti učesnici, a te slike se gledaju poput porodičnog foto-albuma, kao i malobrojni predmeti koji upotpunjavaju te scene dajući im jedan vrlo intimni karakter itd).
 Ovaj stil Daniel Glid neguje od onog momenata kada se pojavio na javnoj umetničkoj scenu i kada je...
...praktično slikao jedinstveni ciklus sa postojanim estetičkim, poetičkim i stilskim karakteristikama.

## Spljašnje veze
- Daniel Glid „SARMICE” (1994) / Izložba „Refleksije našeg vremena: Akvizicije Muzeja savremene umetnosti 1993–2019.” Архивирано на веб-сајту  (23. октобар 2020)
- Daniel Glid Umetnik. Dizajner. Fotograf. - zerorezero.com

| Нандор Глид—отац (1924 — 1997) | Гордана Глид—мајка (1936) | Даниел Глид—син (1963) | Габриел Глид—син (1966) |
| ------------------------------ | ------------------------- | ---------------------- | ----------------------- |